# Auguste Laurent
Auguste Laurent (La Folie, prop de Langres, 14 de novembre del 1807 - París, 23 d'abril del 1853), fou un químic francès.
Estudià entre 1826 i 1829 a l'Ecole des Mines a París llicenciant-se com a enginyer de mines l'any 1830. Els anys 1830-1831 fou ajudant de Jean-Baptiste Dumas a l'Ecole Centrale des Arts et Métiers. Posteriorment acceptà una posició de químic a la fàbrica de porcel·lanes de Sèvres fins al 1834. L'any 1835 funda una escola privada de química a París que ha de tancar al cap d'un any. Després d'un curt període d'activitat en una perfumeria parisenca obtingué el títol de Docteur ès Sciences l'any 1837. El 1838 és nomenat catedràtic de química a la universitat de Bordeus que deixa el 1845 per retornar a París.
Descobridor de nombrosos compostos orgànics entre els quals l'antracè descobert el 1835 en col·laboració amb Dumas i l'àcid ftàlic descobert el 1836. El 1837 aïllà també el crisè i el pirè i el 1841 identificà l'àcid carbòlic (fenol), dedicant un gran esforç a l'estudi dels derivats d'aquest.
En la seva obra "Theorie des combinaisons organiques" defensà el punt de vista que totes les substàncies orgàniques es podien derivar dels hidrocarburs. La seva teoria dels nuclis es basa en la descripció dels compostos orgànics postulant l'existència d'uns nuclis bàsics a partir dels quals es poden obtenir nuclis derivats per substitució. Aquesta teoria li permeté establir el primer intent rigorós de la història per a una classificació dels compostos orgànics que representà mitjançant models geomètrics. Laurent és especialment conegut per haver treballat a partir de 1844 juntament amb Charles Frédéric Gerhardt en problemes relacionats amb la química estructural, la classificació dels compostos orgànics i l'establiment d'una nova nomenclatura per a aquests. Les definicions de Laurent de la molècula com a la unitat menor de matèria capaç de donar lloc a una reacció química i de l'àtom com a la quantitat més petita d'un element químic que apareix en una combinació foren de gran importància en el desenvolupament posterior de la química teòrica.